# 长牡蛎
长牡蛎（学名：Magallana gigas），舊屬莺蛤目牡蛎科巨牡蛎属，今屬的牡蛎目牡蛎科太平洋牡蛎属，原生於亞洲的太平洋海岸。

## 生態

### 分佈
本物種原生於西北太平洋海域，在日本各地均有發現；而在朝鮮半島、中国大陆、台湾、庫頁島均見其踪影。但現時隨着輪船的壓艙水攜同，已在世界各地泛濫，包括南北美洲、歐洲、澳紐及非洲。
在丹麥，長牡蠣更排擠當地原產的牡蠣，造成生態危機。

### 棲息地
本物種產於海水或鹹淡水交界處，但亦有見於潮間帶及潮下界的岩礁海底，以其左壳固定在水深不超過40米的淺海海底岩石上或堅硬的表面上。不過如果棲息地的岩礁稀少，本物種亦有見於泥地及沙質地帶。
以食浮游生物為生。中國汉朝就有“插竹养蛎”。《神农本草经》说：“牡蛎有三，皆生于海”。

## 生存危機
根據2013年發表在《科學》期刊的研究，每年約有400萬到1200萬公噸的塑膠流入海中，而且數量到了2025年可能還會十倍增加。發表在《美國國家科學院院刊》期刊（Proceedings of the National Academy of Sciences）的研究發現，塑膠微粒不會附著在牡蠣的內臟裡，表示大多塑膠微粒並沒被消化。牡蠣的消化系統因為處理塑膠微粒消耗過多能量，讓牠們沒有多餘的能量來繁衍下一代。雄體的精細胞將會失去活力，而雌體的卵母細胞（可分裂形成卵細胞）將會萎縮且數量下降。實驗指出，受到塑膠微粒影響的牡蠣繁殖數量下降了41%，體積尺寸上也縮小了20%。

## 外部連結
- 維基物種上的相關：长牡蛎
- Clara Massapina, Sandra Joaquim, Domitilia Matias and Nicole Devauchelle, Oocyte and embryo quality in Crassostrea gigas (Portuguese strain) during a spawning period in Algarve, South Portugal; Aquat. Living Resour. 12 (1999) 327-333 （页面存档备份，存于）
- Crassostrea gigas （页面存档备份，存于）, Food and Agriculture Organization of the United Nations
- Pacific oyster, United States 美国国家海洋和大气管理局
- http://findarticles.com/p/articles/mi_m0QPU/is_2_24/ai_n15384489 （页面存档备份，存于）
- https://web.archive.org/web/20061223014748/http://www.stefannehring.de/downloads/142_Nehring-2003_Aliens-17_pacific-oyster.pdf
- 牡蠣 Muli （页面存档备份，存于） 中藥材圖像數據庫 (香港浸會大學中醫藥學院)